# Molophilus (Molophilus) tridens
Molophilus (Molophilus) tridens is een tweevleugelige uit de familie steltmuggen (Limoniidae). De soort komt voor in het Neotropisch gebied.